# Dynamique des forces
La dynamique des forces (en anglais : Force Dynamics) est une théorie sémantico-cognitive qui décrit la manière dont les entités interagissent en fonction de forces. La dynamique des forces, considérée comme une catégorie, a retenu l'attention en linguistique cognitive de par sa plausibilité psychologique et par l'élégance avec laquelle elle généralise des idées habituellement considérées dans des contextes différents.
La dynamique des forces infiltre le langage à différents niveaux. Elle ne s'applique pas uniquement à des expressions relevant du domaine physique, comme s'appuyer sur ou traîner, mais joue aussi un rôle important dans des expressions impliquant des forces psychologiques, comme vouloir ou être pressé de (faire quelque chose). De plus, le concept de dynamique des forces peut être étendu au discours. Par exemple, la situation dans laquelle un locuteur A cède à un locuteur B s'inscrit dans un modèle relevant de la dynamique des forces.

## Contexte
Introduite par le linguiste cognitif Leonard Talmy en 1981, la dynamique des forces se présente à ses débuts comme la généralisation de la notion traditionnelle de causation, qu'elle subdivise en primitives plus fines, prenant en compte les notions de non-opposition (letting), d'obstacle (hindering) et d'auxiliarité (helping). Talmy développe ensuite le domaine dans ses ouvrages ultérieurs de 1985, 1988 et 2000.
Talmy envisage la dynamique des forces dans le contexte plus large de la sémantique cognitive. De son point de vue, une des idées générales qui sous-tendent cette discipline est l'existence dans le langage d'une distinction fondamentale entre les catégories fermées (grammaticales) et les catégories ouvertes (lexicales). Cette distinction est motivée par le fait que le langage utilise certaines catégories de notions pour structurer et organiser le sens, tandis que d'autres catégories sont exclues de cette fonction. Talmy fait remarquer par exemple que de nombreuses langues marquent systématiquement le nombre grammatical des noms, mais que ceux-ci ne sont pas marqués de la même manière pour la couleur. La dynamique des forces est considérée comme l'une des catégories notionnelles fermées, au même titre que d'autres catégories généralement reconnues comme le nombre, l'aspect, le mode grammatical ou l'évidentialité.
Certains aspects de la dynamique des forces ont été incorporés dans les cadres théoriques de Mark Johnson (1987), Steven Pinker (1997) et Ray Jackendoff (1990) (voir Deane 1996 pour une étude critique de la version de Jackendoff de la dynamique des forces). Elle joue un rôle important dans plusieurs exposés sur les verbes modaux dans différentes langues (dont Brandt 1992, Achard 1996, Boye 2001 et Vandenberghe 2002). Elle trouve d'autres applications dans l'analyse du discours (Talmy 1998, 2000), la sémantique lexicale (Deane 1992, Da Silva 2003) et l'analyse morphosyntaxique (Chun & Zubin 1990, Langacker 1999:352-4).

## Esquisse théorique

### Concepts de base

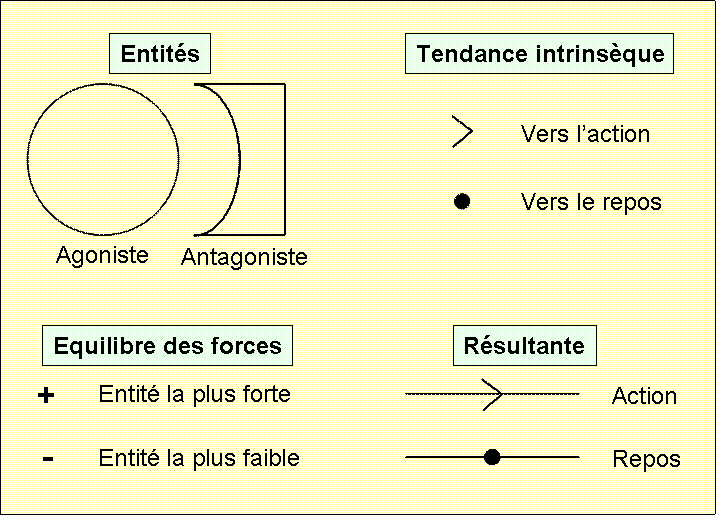
Principaux symboles utilisés (d'après L. Talmy).

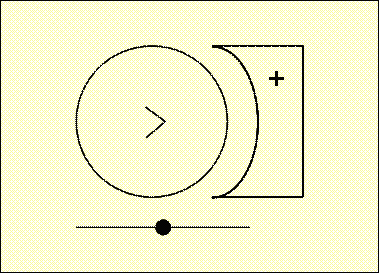
Exemple de diagramme (d'après L. Talmy) :
La porte ne peut pas s'ouvrir.

Une expression peut manifester un modèle de dynamique des forces, ou être neutre de ce point de vue. Une phrase telle que La porte est fermée est neutre, car il n'y a pas de forces qui s'opposent l'une à l'autre. En revanche, dans la phrase La porte ne peut pas s'ouvrir, apparaît un modèle de la dynamique des forces : la porte semble avoir une tendance à l'ouverture, mais il existe une autre force qui l'empêche de s'ouvrir (par exemple, elle peut être coincée).
Une caractéristique essentielle d'une expression relevant de la dynamique des forces est la présence de deux éléments exerçant chacun une force. Le langage fait une distinction entre ces deux forces en fonction de leurs rôles respectifs. L'entité de force à laquelle s'applique le focus s'appelle l’agoniste, et celle qui s'oppose à elle, l’antagoniste. Dans l'exemple ci-dessus, la porte est l'agoniste, et la force qui l'empêche de s'ouvrir est l'antagoniste.
Les entités de force possèdent une tendance intrinsèque de force, orientée soit vers l'action, soit vers le repos. Pour l'agoniste, cette tendance sera représentée selon le cas par une flèche (action) ou par un gros point (repos). L'antagoniste, ayant par définition la tendance inverse, ne nécessite pas d'être marqué. Dans l'exemple, la porte est considérée comme ayant une tendance à l'action.
Un troisième facteur important est l'équilibre entre les deux forces. Les forces en présence sont par définition déséquilibrées : lorsqu'elles sont égales, la situation ne présente en effet pas d'intérêt du point de vue de la dynamique des forces. A la force supérieure est adjoint un signe plus, à la force inférieure un signe moins. Dans l'exemple, l'antagoniste est le plus fort, puisqu'il maintient effectivement la porte fermée.
Le résultat du scénario de la dynamique des forces dépend à la fois de la tendance intrinsèque et de l'équilibre entre les forces. Le résultat est représenté sous la forme d'une ligne entre l'agoniste et l'antagoniste. La ligne porte une pointe de flèche si le résultat est l'action, et un gros point si c'est le repos. Dans l'exemple, la porte reste fermée ; l'antagoniste réussit à empêcher qu'elle ne s'ouvre. La phrase La porte ne peut pas s'ouvrir peut être représentée par le diagramme ci-contre.
À partir de ces concepts de base, on peut effectuer plusieurs généralisations. Les situations de dynamique des forces dans lesquelles l'agoniste l'emporte sont exprimées sous la forme « X s'est produit à cause de Y », traduisant une forme de causation que Talmy dénomme « causation étendue » (extended causation).

### Aspects plus complexes

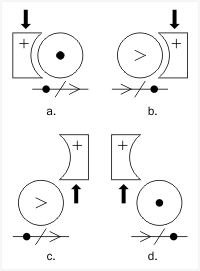
Diagrammes incluant un Antagoniste modificateur de situation.

De nouvelles possibilités apparaissent avec l'introduction d'une nouvelle variable : la « modification dans le temps » (change over time). On peut mentionner comme exemples des expressions telles que Un coup de vent a tourné les pages de mon livre. En termes de dynamique des forces, la situation peut être décrite comme l'entrée en scène d'un antagoniste (le vent), dont la force est supérieure à celle de l'agoniste (les pages) et qui fait passer la tendance des pages d'un état de repos à un état d'activité (tourner). Dans un diagramme de dynamique des forces, ce mouvement (« modification dans le temps ») de l'agoniste est représenté par une flèche.
Les diagrammes de la figure ci-contre présentent la combinaison d'un Antagoniste modificateur de situation (shifting Antagonist) avec diverses tendances de forces. Ils illustrent par exemple les phrases suivantes :
a. Un coup de vent a fait tourner les pages de mon livre.
b. L'apparition du directeur ramena le calme parmi les élèves.
c. La rupture du barrage libéra l'eau du lac de retenue.
d. Le vent en s'apaisant fit ralentir le voilier.
Dans cette série de scénarios, diverses sortes de causation sont décrites. En outre, émerge une relation fondamentale entre les concepts de « causer un événement » et « laisser se produire un événement », relation qui peut se définir en termes d'équilibre entre les entités de forces et les résultantes de l'interaction.
Il faut remarquer que les entités de forces ne sont pas nécessairement des entités physiques. La dynamique des forces est directement applicable à des termes impliquant des forces psychologiques comme persuader ou presser, exhorter (quelqu'un à faire quelque chose). L'aspect « dynamique des forces » de la phrase Pierre n'est pas parvenu à persuader Marie de chanter une autre chanson peut être représentée graphiquement tout aussi simplement (et d'ailleurs par le même diagramme) que la phrase de l'exemple précédent La porte ne peut pas s'ouvrir.
De plus les entités de forces n'ont pas à être séparées physiquement. Un cas typique est constitué par des constructions du type Jean se traînait au lieu de marcher. Il est parfaitement possible de représenter cette phrase par un diagramme de dynamique des forces (représentant la volonté de Jean qui maintient son corps — l'Antagoniste — en mouvement). Ainsi, même si Jean est une personne, son corps et sa volonté sont conceptualisés séparément.

### Fondements psychologiques
Les éléments clés de la dynamique des forces figurent parmi les bases même de la cognition humaine. Deane (1996:56) fait ce commentaire : « D'un point de vue cognitif, la théorie de Talmy constitue un exemple frappant d'une théorie plausible de la causation. Ses éléments clés sont des concepts tels que la force exercée par une entité, l'équilibre entre deux forces de ce type, et le vecteur de force qui résulte de leur interaction. Ces concepts ont un fondement évident dans les activités motrices ordinaires : le cerveau doit être capable de calculer le vecteur de force produit par l'effort musculaire, et le résultat probable de l'exercice de cette force contre un objet du monde extérieur. »
En termes de linguistique cognitive, les expressions relevant de la dynamique des forces reflètent un archétype conceptuel en raison de leur caractère fondamental (Langacker 1999:24). De ce point de vue, les expressions impliquant des forces psychologiques traduisent une extension de la catégorie de la dynamique des forces du domaine physique au domaine psychologique.

## Limites et critiques
Du point de vue de la sémantique lexicale, la capacité de la dynamique des forces à apporter une explication satisfaisante a pu être contestée. Par exemple, Goddard (1998:262-266) a objecté qu'« une représentation visuelle ne peut — en elle-même et d'elle-même — transmettre une signification. (…) D'un point de vue sémiotique, un diagramme n'existe jamais seul ; il dépend toujours d'un système de réalisations (captions) verbales, explicites ou implicites ». Il conteste également la définition verbale de la causation avancée par Talmy, en affirmant qu'elle est circulaire et obscure. De plus, Goddard conteste l'usage du « concept de force, sémantiquement obscur ». Les objections de Goddard perdent toutefois de leur pertinence si l'on considère que la dynamique des forces ne se présente pas comme une description sémantique complète des constructions qui impliquent des concepts relevant de cette théorie.
Une autre objection à la dynamique des forces est la question, soulevée par Goddard (1998:81), de savoir comment des mécanismes de représentation différents sont censés interagir les uns avec les autres. Étant donné que le domaine de la linguistique cognitive est encore en pleine effervescence théorique, aucune explication systématique n'aborde cette question jusqu'ici. Toutefois, de nombreux linguistes cognitifs ont conscience de cette objection. Certains d'entre eux ont répondu en faisant remarquer que le but de la linguistique cognitive n'est pas de construire un système formel dans lequel on puisse démontrer des théorèmes, mais plutôt de mieux comprendre les fondements cognitifs du langage (cf. Newman 1996:xii).
Jackendoff (1990, 1996:120-3), au cours de ses travaux visant à incorporer des aspects de la dynamique des forces dans sa propre théorie de la sémantique conceptuelle, a proposé une reconfiguration de certaines de ses notions de base. De son point de vue, cette reconfiguration « se conforme mieux à la syntaxe des verbes relevant de la dynamique des forces » (1996:121).

### Sources primaires
- Talmy, Leonard (2000) ‘Force Dynamics in Language and Cognition’ Chapter 7 of Talmy, Toward a cognitive semantics vol I:   Concept structuring systems. Cambridge: MIT Press. [This chapter is a modestly rewritten version of:]
- Talmy, Leonard (1988a) ‘Force Dynamics in language and cognition’ In Cognitive Science, 12, 1, 49-100. [This article is a moderately rewritten version of:]
- Talmy, Leonard (1985a) ‘Force Dynamics in language and thought’ In Papers from the Regional Meetings, Chicago Linguistic Society, 21, 293-337.

### Sources secondaires
- Achard, Michel (1996) ‘French modals and speaker control’ In Goldberg, Adele (ed.), Conceptual Structure, Discourse and Language. Stanford, CA.: CSL&I.
- Boye, Kasper (2001) ‘The Force-Dynamic core meaning of Danish modal verbs’ In Acta Linguistica Hafniensia, 33, 19-66.
- Brandt, Per Aage (1989) 'Agonistique et analyse dynamique catastrophiste du modal et de l’aspectuel: quelques remarques sur la linguistique cognitive de L. Talmy’ In Semiotica, 77, 1-3, 151-162.
- Brandt, Per Aage (1992) La charpente modale du sens: Pour une simio-linguistique morphogenitique et dynamique. Amsterdam: John Benjamins.
- Chun, Soon Ae & David A Zubin (1990) ‘Experiential vs. Agentive Constructions in Korean Narrative’. In Proceedings of the Berkeley linguistics Society 16, 81-93.
- Deane, Paul D (1992) 'Polysemy as the consequence of internal conceptual complexity: the case of over’ In Proceedings of the Eastern States Conference on Linguistics (ESCOL) , 9, 32-43.
- Deane, Paul D (1996) ‘On Jackendoff’s conceptual semantics’ In Cognitive Linguistics, 7, 1, 35-91.
- Goddard, Cliff (1998) ‘‘Semantic Analysis: A Practical Introduction‘‘ New York: Oxford University Press. (esp p 262-266)
- Jackendoff, Ray (1990) Semantic Structures. Cambridge, Mass.: MIT Press.
- Jackendoff, Ray (1996) 'Conceptual semantics and cognitive linguistics’. In Cognitive Linguistics, 7, 1, 93-129.
- Johnson, Mark (1987). The Body in the Mind: The Bodily Basis of Meaning, Imagination, and Reason, University of Chicago.
- Langacker, Ronald W. (1999) Grammar and Conceptualization. Cognitive Linguistics Research vol. 14. Berlin/New York: Mouton de Gruyter.
- Pinker, Steven. 1997. How the mind works. New York: Norton.
- Silva, Augusto Soares da (2003) ‘Image schemas and category coherence: the Case of the Portuguese Verb deixar’. In Cognitive Approaches to Lexical Semantics, Cuyckens & Dirve & Taylor (eds.), 281-322.
- Sweetser, Eve (1982) ‘A proposal for uniting deontic and epistemic modals. In Proceedings of the Eighth Annual Meeting of the Berkeley Linguistics Society. Berkely, California: Berkeley Linguistics Society.
- Sweetser, Eve (1984) ‘Semantic structure and semantic change: A cognitive linguistic study of modality, perception, speech acts, and logical relations. Doctoral dissertation, University of California, Berkeley.
- Talmy, Leonard (1976a) ‘Semantic causative types’ In Shibatani (ed.), Syntax and semantics  (vol 6) :  The grammar of causative constructions. New York: Academic Press.
- Talmy, Leonard (1981) ‘Force Dynamics’. Article présenté à la conférence sur le langage et l'Imagerie mentale. Mai 1981, University of California, Berkeley.
- Talmy, Leonard (1985b) ‘Force Dynamics as a generalization over causative’ In Georgetown University Round Table on Languages and Linguistics, 67-85.
- Vandenberghe, Wim (2002) ‘Instigative Setting-Constructions: Force Dynamic Research on ‘New’ Types of Agency’ In Leuvense Bijdragen, 90, 4, 365-390.